# Club Atlético Ituzaingó
O Club Atlético Ituzaingó, também conhecido como Ituzaingó, é um clube de futebol argentino, fundado em 1 de abril de 1912. Sua sede está localizada na cidade de Ituzaingó, pertencente ao partido homônimo, em Buenos Aires. Atualmente participa da Primera División C, a quarta divisão regionalizada do futebol argentino para as equipes diretamente afiliadas à Associação do Futebol Argentino (AFA), entidade máxima do futebol na Argentina. Seu estádio de futebol é o Carlos Alberto Sacaan (Estádio Ituzaingó) que tem capacidade aproximada para 7.000 espectadores e cuja inauguração ocorreu em 1961.
Entre seus grandes feitos no futebol argentino, temos a conquista da Primera B (terceira divisão) de 1991–92 e a chance de jogar a segunda divisão do país, feito único na história do clube. Além deste, também conquistou o Torneo Reducido da Primera C de 2000–01 pelo acesso à Primera B, o Apertura da Primera C de 1997, o Apertura da Primera D de 2005 e a Primera D de 2016–17.

## Títulos
- Primera B (1): 1991–92
- Primera C (1): Apertura de 1995 (sem acesso)
- Primera D (2): Apertura de 2005 (sem acesso), 2016–17